# 福爾斯堡 (肯塔基州)
福爾斯堡（英語：Fallsburg）是位於美國肯塔基州勞倫斯縣的一個非建制地區。

## 地理
福爾斯堡所處的海拔為高於海平面175米（即574英呎），而該地所採用的時區為UTC-5，即北美東部時區（EST）。同時該地設有夏令時間，為UTC-5調快一小時，即UTC-4（EDT）。